# Gavrilo Princip
Gavrilo Princip (em sérvio: Гаврило Принцип; Obljaj, 25 de julho de 1894 – Terezín, 28 de abril de 1918) foi um militante e estudante sérvio-bósnio que foi responsável pelo assassinato do arquiduque Francisco Ferdinando, herdeiro do Império Austro-Húngaro, e sua esposa Sofia, Duquesa de Hohenberg, em Sarajevo, em 28 de junho de 1914.
Princip nasceu no oeste da Bósnia em uma família sérvia pobre. Aos 13 anos de idade foi mandado para Sarajevo, a capital da Bósnia ocupada pela Áustria, para estudar. Foi na escola que começou a engajar com movimentos políticos. Em 1911, Gravilo se juntou ao grupo Jovem Bósnia, uma sociedade local secreta com o objetivo de libertar a Bósnia do domínio austríaco e alcançar a unificação dos eslavos do sul. Depois de participar de manifestações antiaustríacas em Sarajevo, ele foi expulso da escola e viajou até Belgrado, na Sérvia, para continuar seus estudos. Durante a Primeira Guerra Balcânica, Princip viajou para o sul da Sérvia para se alistar no exército irregular para lutar contra o Império Otomano mas foi rejeitado por ser muito pequeno e fraco.
Em 1913, após o sucesso inesperado dos sérvios na guerra contra os otomanos, o governador militar austríaco na Bósnia declarou um estado de emergência, dissolvendo o parlamento, impondo a lei marcial e banindo todas as sociedades públicas, culturais e educacionais sérvias. Inspirado por uma série de tentativas de assassinato contra oficiais imperiais por nacionalistas e anarquistas eslavos, Princip convenceu dois outros jovens bósnios para se juntar a ele no planejamento para matar o herdeiro da Dinastia de Habsburgo durante sua anunciada visita a Sarajevo. A Mão Negra, uma sociedade secreta sérvia com laços com a inteligência militar da Sérvia, forneceu armas e treinamento aos conspiradores antes de facilitar sua reentrada na Bósnia.
No domingo de 28 de junho de 1914, durante a visita do casal real (Francisco Ferdinando e Sofia Chotek) a Sarajevo, o jovem Princip feriu mortalmente o arquiduque austríaco e sua esposa com sua pistola FN Model 1910, disparando contra o veículo do casal, um Gräf & Stift Bois de Bologne, que havia, inesperadamente, parado na sua frente a 1,5 metros de distância. O casal faleceu no mesmo dia. Princip foi preso imediatamente e foi julgado ao lado de vinte e quatro outros indivíduos, todos bósnios e, portanto, súditos austro-húngaros. No julgamento, Gavrilo Princip afirmou: "Eu sou um nacionalista iugoslavo, visando a unificação de todos os iugoslavos, e não me importo com qual forma de estado, mas deve ser livre da Áustria." Princip foi poupado da pena de morte devido à sua idade (19 anos) e foi sentenciado a 20 anos de prisão. Foi aprisionado na Fortaleza de Terezín. O próprio governo sérvio não instigou o assassinato, mas o governo e o exército austro-húngaro utilizaram a morte do arquiduque como pretexto para lançar um ataque preventivo contra a Sérvia, começando a Primeira Guerra Mundial.
Princip morreu em 28 de abril de 1918 de tuberculose agravada pelas más condições prisionais que já haviam causado a perda de seu braço direito.[carece de fontes?]

## Legado
O legado deixado por Princip é um tema controverso e comunidades da Bósnia e da Sérvia continuam incapazes de concordar como tanto o evento de Sarajevo quanto Princip devem ser lembrados.